# Lalla-Rookh

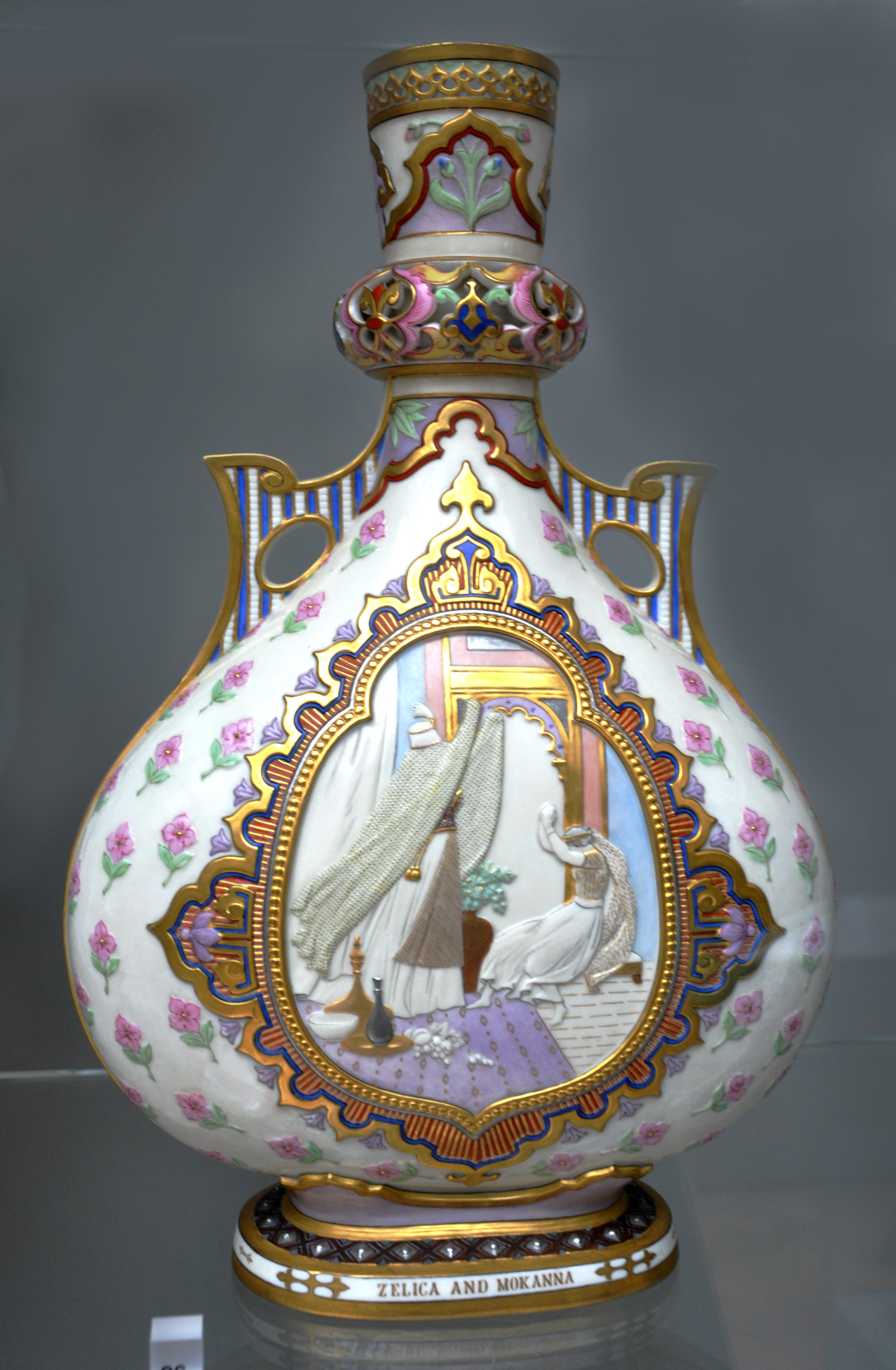
Porcelanowa waza ze scenami z poematu Lalla-Rookh

Lalla-Rookh – poemat epicki irlandzkiego poety romantycznego Thomasa Moore'a, wydany w 1817. Za radą Byrona poeta osadził akcję w realiach Bliskiego Wschodu. Lalla-Rookh był najczęściej tłumaczonym poematem swojej epoki. Autor otrzymał za nią najwyższe honorarium - rekordową sumę trzech tysięcy ówczesnych funtów. Poemat jest opowieścią ramową, w której zawarte zostały cztery historie. Tytułowa bohaterka poematu, obiecana jako narzeczona dla króla Buchary, którego nigdy nie widziała, udaje się w długą podróż do jego stolicy i w podróży spotyka poetę, do którego czuje miłość od pierwszego wejrzenia. Nieszczęśliwa, że będzie zmuszona poślubić władcę, kontynuuje wędrówkę do Buchary i wtedy stwierdza, że ów poeta jest królem, za którego została wydana. Poemat został napisany wierszem rymowanym parzyście
Between the porphyry pillars, that uphold 

The rich moresque-work of the roof of gold, 

Aloft the Haram's curtain'd galleries rise, 

Where, through the silken network, glancing eyes, 

From time to time, like sudden gleams that glow 

Through autumn clouds, shine o'er the pomp below. 

What impious tongue, ye blushing saints, would dare 

To hint that aught but Heaven hath placed you there?
Na język polski poemat Thomasa Moore'a przełożyła prozą Wanda Malecka.